# Хальмахера (море)
Хальмахера, Гальмагера — міжострівне море Тихого океану, між островами Хальмахера, Обі і півостровом Чендравасіх (острів Нова Гвінея). Площа 75 тис. км², середня глибина 747 м, максимальна 2072 м. Температура поверхні води від 25,7 °C в серпні до 28,6 °C в травні. Солоність 34-34,6 ‰.
Найбільший порт — Соронг (острів Нова Гвінея).

## Клімат
Акваторія моря лежить в екваторіальному кліматичному поясі. Над морем увесь рік панують екваторіальні повітряні маси. Клімат жаркий і вологий зі слабкими нестійкими вітрами. Сезонні амплітуди температури повітря часто менші за добові. Зволоження надмірне, часті зливи й грози.

## Біологія
Акваторія моря утворює окремий однойменний морський екорегіон центральної індо-пацифічної зоогеографічної провінції. У зоогеографічному відношенні донна фауна континентального шельфу й острівних мілин до глибини 200 м відноситься до індо-західнопацифічної області тропічної зони.